# 阿穆隆
阿穆隆（1984年8月30日—），昵称阿穆，是一位中國蒙古族歌手。在流行音乐中，他偏爱和擅长摇滚，流行和R&B曲风。
阿穆隆初中起即自组乐队，担任主唱和吉他手，积累了丰富而多元化的音乐体验。高中时，因家境问题被迫辍学，在呼和浩特和北京等地酒吧驻演唱出，以供妹妹查娜继续学业。期间，也为乐坛知名歌手创作过歌曲，被收入其专辑。
2007年阿穆隆参加湖南卫视举办的快乐男声比赛，最终获得全国第八名的成绩。阿穆隆在比赛期间因出色的表现，吸引了大批歌迷，其歌迷群体被称为“阿童木”。2007年12月14日，阿穆隆正式加盟“种子音乐”。
2010年3月3日，阿穆隆在杭州因酒后驾车撞人致一人重伤后逃逸（伤者因抢救无效死亡）被刑事拘留。同年7月21日，一审被判处有期徒刑三年六个月。

## 早期音乐历程
自幼喜欢音乐；初中开始组建乐队；撑握了马头琴，吉它，并学会呼麦的基本技巧
2003年 所在乐队参加“内蒙古十大乐队”演出
2004年 获得内蒙古电视台文体娱乐频道举办的年度新人选拨赛第一名
2005年 安徽卫视举办的“叫我第一名”首届电视剧歌曲全国选拨赛北京赛区前三强
2005年 在家乡内蒙古正镶白旗成功举办“兄妹之声演唱会”
2006年 所在乐队参加蒙古国胡日德(Hurd)乐队呼和浩特演唱会的开场演出
2006年 为妹妹查娜参加湖南卫视举办的超级女声比赛，创作歌曲《思念母亲》，获得好评
2006年至2007年 在呼和浩特和北京等地的酒吧驻唱演出，并为知名歌手创作歌曲

## “快乐男声”
湖南卫视举办的2007“快乐男声”比赛对阿穆隆的音乐事业以及其人生具有极其重要的意义。短短几个月的比赛，这档中国大陆收视率极高的选秀节目将一个默默无闻的酒吧歌手塑造成一个拥有众多歌迷的乐坛新人。虽然阿穆隆的最终名次并不高，止步于全国第八名，可是他出色的演唱功底，极具灵性的创作能力以及俊朗的外表受到音乐专业人士和广大观众的高度认可。从此，阿穆隆正式踏足娱乐圈，展开其颇让人期待的演艺生涯。
以下是阿穆隆参加2007“快乐男声”的参赛历程：
| 日期          | 比赛场次           | 演唱曲目                               | 原唱歌手                                       | 比赛结果                             |
| ------------- | ------------------ | -------------------------------------- | ---------------------------------------------- | ------------------------------------ |
| 2007年4月6日  | 长沙海选           | 《不要哭泣》                           | 蒙语通俗歌曲                                   | “红领巾”直接晋级                     |
| 2007年4月14日 | 长沙赛区50进20比赛 | 《普通朋友》(合唱)                     | 陶喆                                           | 晋级长沙20强                         |
| 2007年4月17日 | 长沙赛区17进7比赛  | 《插曲》                               | 阿穆隆                                         | 晋级长沙10强                         |
| 2007年5月7日  | 长沙赛区10进1比赛  | 《乌兰巴托之夜》 《思念》              | 蒙古国 成吉思汗乐队 蒙古国 哈仁嘎乐队(Haranga) | 晋级长沙4强 获得参加突围赛资格       |
| 2007年5月18日 | 48小时突围赛第一场 | 《母亲》 《悬崖》                      | 蒙古国 胡日德乐队(Hurd) 齐秦                   | 终极PK 获胜 晋级全国13强             |
| 2007年5月25日 | 全国总决赛13进11   | 《城市的脚印》 《插曲》 《爱的滋味》   | 阿穆隆 蒙古国歌手 阿如娜 (Ariunaa)             | 与郭彪终极PK 获胜 晋级全国11强       |
| 2007年6月1日  | 全国总决赛11进9    | 《我的R&B》(MB)                        | 蒙古国歌手 宝力道 (Boldoo)                     | 分组比赛 晋级全国9强                 |
| 2007年6月9日  | 全国总决赛9进7     | 《狼》 《我的未来不是梦》 《思念母亲》 | 齐秦 张雨生 阿穆隆                             | 与吉杰终极PK 失败 最终成绩全国第八名 |

## 加盟“种子音乐”
在“快乐男声”的比赛过程中，阿穆隆因其出色的唱功和创作功底，深得专业评委及在场的众多知名唱片公司高层的赏识。 在阿穆隆结束比赛之后，至少两家著名唱片公司随即开始与天娱传媒进行接洽阿穆隆签约事宜。经过数月的商业谈判，2007年12月14日，阿穆隆于北京正式签约“种子音乐”。签约仪式当天，“种子音乐”隆重发布旗下歌手许茹芸新专辑《北纬六十六度》中的一首男女对唱作品《男人女人》，由许茹芸和阿穆隆携手演绎。这首由同门歌手吴克群作曲填词的新主流对唱情歌一经发布，迅速占据中国大陆和台湾多个重量级音乐排行榜的榜首位置，一时间成为KTV男女对唱的必点曲目。正是这首歌标志着阿穆隆以专业歌手的身份进军华语流行乐坛。

## 部分原创单曲
- 《思念母亲》
- 《插曲》
- 《城市的脚印》
- 《你是我的》

## 单曲/ EP/ 专辑
正式发行的单曲，EP和专辑
| 唱片/单曲名称及封面                               | 唱片/单曲资料 |
| ------------------------------------------------- | --- |
| 《13》 (2007快乐男声全国13强合辑)                 | - 发行日期: 2007年7月 - 唱片公司：天娱传媒 - 曲目列表： …… 8.《思念母亲》 阿穆隆 作曲：阿穆隆 作词：唐恬 ……                |
| 《北纬六十六度》 (许茹芸 2007 专辑)               | - 发行日期: 2007年12月 - 唱片公司：种子音乐 - 曲目列表： …… 2. 《男人女人》 许茹芸/阿穆隆 作曲：吴克群 作词：吴克群 ……     |
| 《梦想的翅膀》 (2008种子群星合辑)                 | - 发行日期: 2008年5月 - 唱片公司：种子音乐 - 曲目列表： …… 6. 《真爱的力量》（蒙语版） 阿穆隆 作曲：阿穆隆 作词：阿穆隆 …… |
| 《真爱的力量》 （汉语版） (首支单曲 网络数位发行) | - 发行日期: 2008年5月1日 - 唱片公司：种子音乐 《真爱的力量》（汉语版） 阿穆隆 作曲：阿穆隆 作词：王熙强/林春霞             |
| 《右手边》 (光良 2008 EP)                         | - 发行日期: 2008年9月 - 唱片公司：种子音乐 - 曲目列表： …… 2. 《美好时光》 光良/阿穆隆 作曲：光良 作词：孔胜民 ……          |
| 《一起的幸福》 (单曲 网络数位发行)                | - 发行日期: 2009年5月 - 唱片公司：种子音乐 《一起的幸福》 阿穆隆 作曲：阿穆隆 作词：阿穆隆歌迷                             |

## 演唱会
- 2007深圳歌友会，2007年7月8日，深圳 本色酒吧东园店
- 2007“万众瞩穆”演唱会，2007年12月16日，呼和浩特 内蒙古大学 文体馆

## 电影
- 2008年，《八十一格》 饰 陈默
- 2009年，《乐火男孩》 饰 郑直

## 荣誉及奖项
- 2007年6月 湖南卫视“2007快乐男声”比赛 全国第八名
- 2007年12月 亚太音乐榜 “年度最佳传媒推荐新晋歌手”[3]
- 2008年4月 获邀担任“善行2008”年度“爱心大使”（“善行2008”是由中国红十字基金会、湖南省红十字会等多家慈善协会联合主办的大型公益慈善活动）[4]
- 2008年5月 “劲歌王”全球华人乐坛年度总选颁奖典礼 《男人女人》获年度总选最佳K歌金曲奖
- 2008年11月 呼和浩特市政府授予阿穆隆“旅游形象大使”称号[5]
- 2009年1月 当选《北方新报》2009年度形象大使[6]
- 2009年1月  中国大陆歌曲排行榜 2008年度北京流行音乐典礼 《男人女人》获年度金曲奖[7]

## 酒驾肇事案
2010年3月3日，阿穆隆驾驶浙A98L18号小型轿车（蓝色宝马）在文一路由东向西行驶至古翠路口时，与骑电动自行车逆行的湖北人李荣珍相撞，造成李特重型颅脑损伤，生命垂危。事故发生后，阿穆隆驾车逃离现场。接到报警后，交警部门迅速投入大量警力全力侦破，并根据宝马车在撞人时掉落的反光镜，于3月5日凌晨查获了肇事车辆。随后肇事司机阿穆隆于当晚9时许到案接受调查，对自己酒后驾车肇事逃逸的事实供认不讳。肇事司机阿穆隆因涉嫌交通肇事罪，于次日凌晨被依法刑事拘留。
3月27日，受害者李荣珍被医院宣布死亡，这意味着阿穆隆已难逃牢狱之灾。
7月21日，阿穆隆一审被判处有期徒刑三年六个月。